# Шапиро, Яков Иосифович
Я́ков Ио́сифович Шапи́ро (6 июля 1937 — 3 апреля 2021) — советский и узбекский скульптор. Заслуженный скульптор Узбекистана, заслуженный деятель искусств. Член Союза художников СССР, ученик советского и российского скульптора Аникушина Михаила Константиновича.

## Биография
Родился в посёлке Олевск Киевской области (ныне город в Житомирской области) Украинской ССР в 1937 году. В перевые дни Великой Отечественной войны вместе с семьей был эвакуирован в Узбекскую ССР. Жил в Маргилане, потом с родителями переселился в Ташкент. В 1944 году вернулся назад на родину и получил художественное образование, поступив в среднюю художественную школу при фарфоровом заводе. Закончил киевское художественное училище, а после поступил в Государственный академический институт живописи, скульптуры и архитектуры имени И. Е. Репина в Санкт-Петербурге. Во время учёбы много ездил по миру. Позже переехал в Ташкент, продолжая учёбу в институте.
Работы мастера установлены в Узбекистане, России, США, Франции, Италии, Израиле, Японии и других странах мира. В Ташкенте Яков Шапиро выполнил художественные панно для пяти станций метро, памятники Максиму Горькому, Шота Руставели, Хамиду Алимджану, Шарафу Рашидову, Лалу Бахадыр Шастри, Батыру Закирову, национальному герою Ходже Насреддину Афанди. На счету художника ряд архитектурно-скульптурных ансамблей, в том числе композиция на звездную тему: с фигурами Матери-Земли, Икара, Улугбека, Циолковского, Королева, Гагарина и с бюстом космонавта, дважды Героя Советского Союза Владимира Джанибекова.
Скончался 3 апреля 2021 года.

## Памятник Пушкину в Уссурийске
В 2015 году, по приглашению председателя Приморского общественного фонда «Мы Вместе» Валерия Кана, Яков Шапиро прибыл в город Уссурийск Приморского края для того, чтобы изготовить в городе памятник великому русскому поэту Александру Сергеевичу Пушкину. Уникальность работы заключается в том, что автор задумал запечатлеть в скульптуре внезапное посещение поэта вдохновением. По словам самого Якова Шапиро, его Пушкин «не сидит на лавочке, не стоит как статуя, а ушел в себя, в раздумья и в поэзию». Соавторами памятника стали друг и соратник скульптора Владимир Джанибеков, летчик-космонавт СССР, дважды герой Советского Союза, генерал-майор авиации, и председатель общественного фонда «Мы Вместе» Валерий Кан.
Бронзовый памятник, весом более 2,5 тонн, был установлен на 7-тонный мраморный пьедестал в центре Уссурийска, в сквере на пересечении улиц Пушкина и Некрасова. Торжественная церемония открытия прошла 6 июня 2016 года, в день рождения поэта. Почетным гостем церемонии выступила прапрапраправнучка Александра Сергеевича Пушкина, сотрудник государственной пушкинской библиотеки Наталья Клименко.

## Галерея

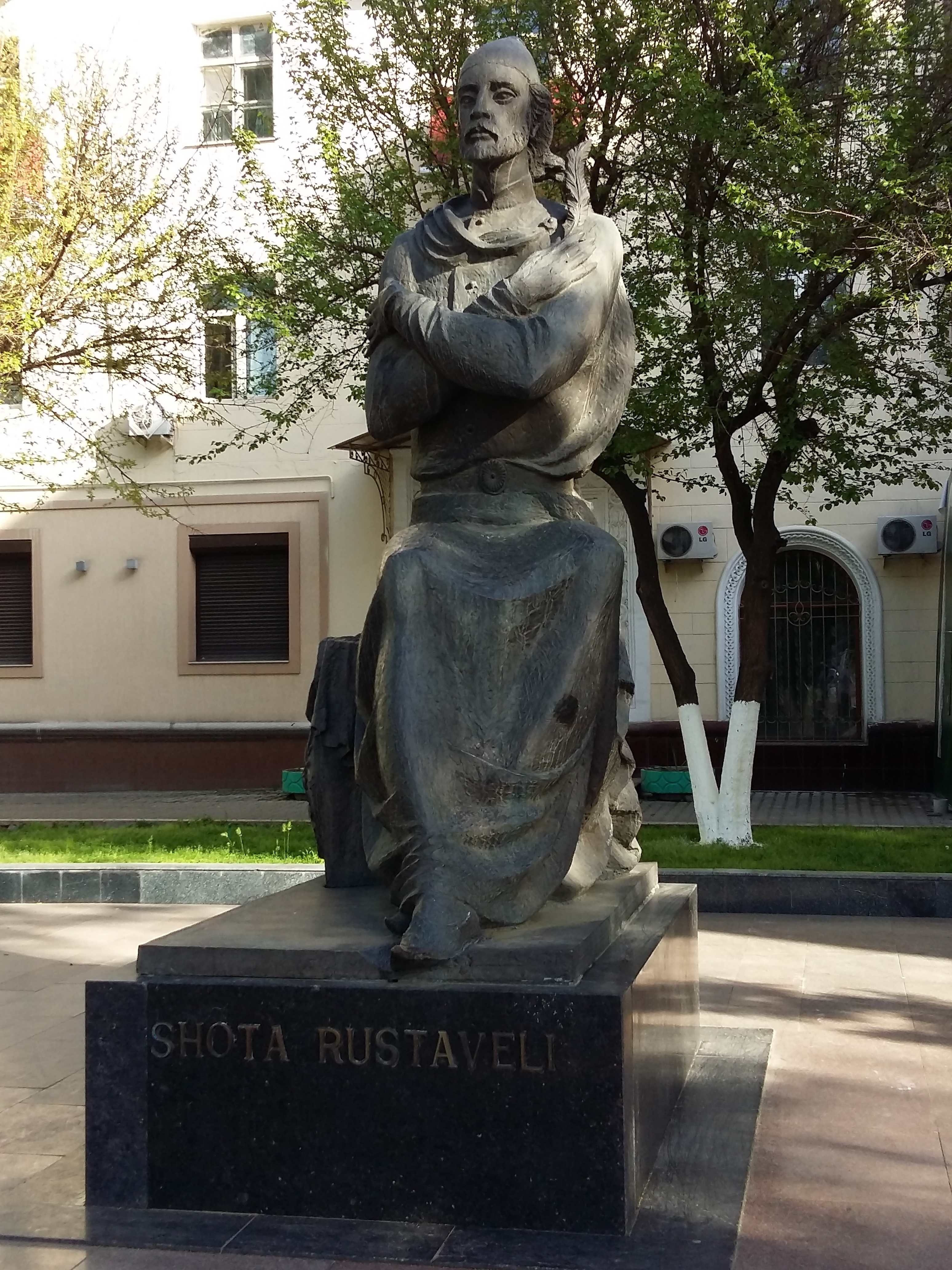
Памятник Шота Руставели в Ташкенте
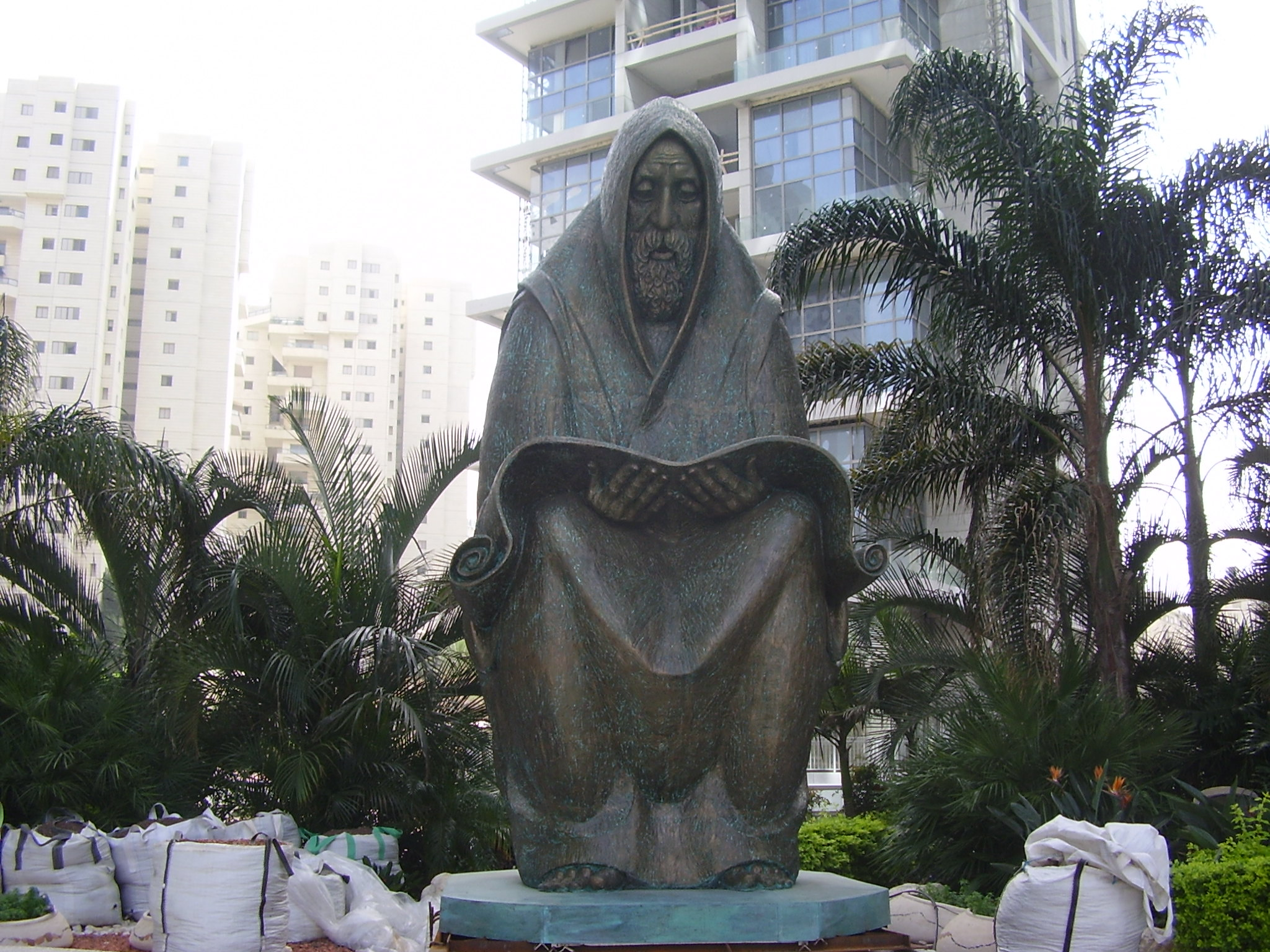
Памятник «Молитва» в Рамат-Гане
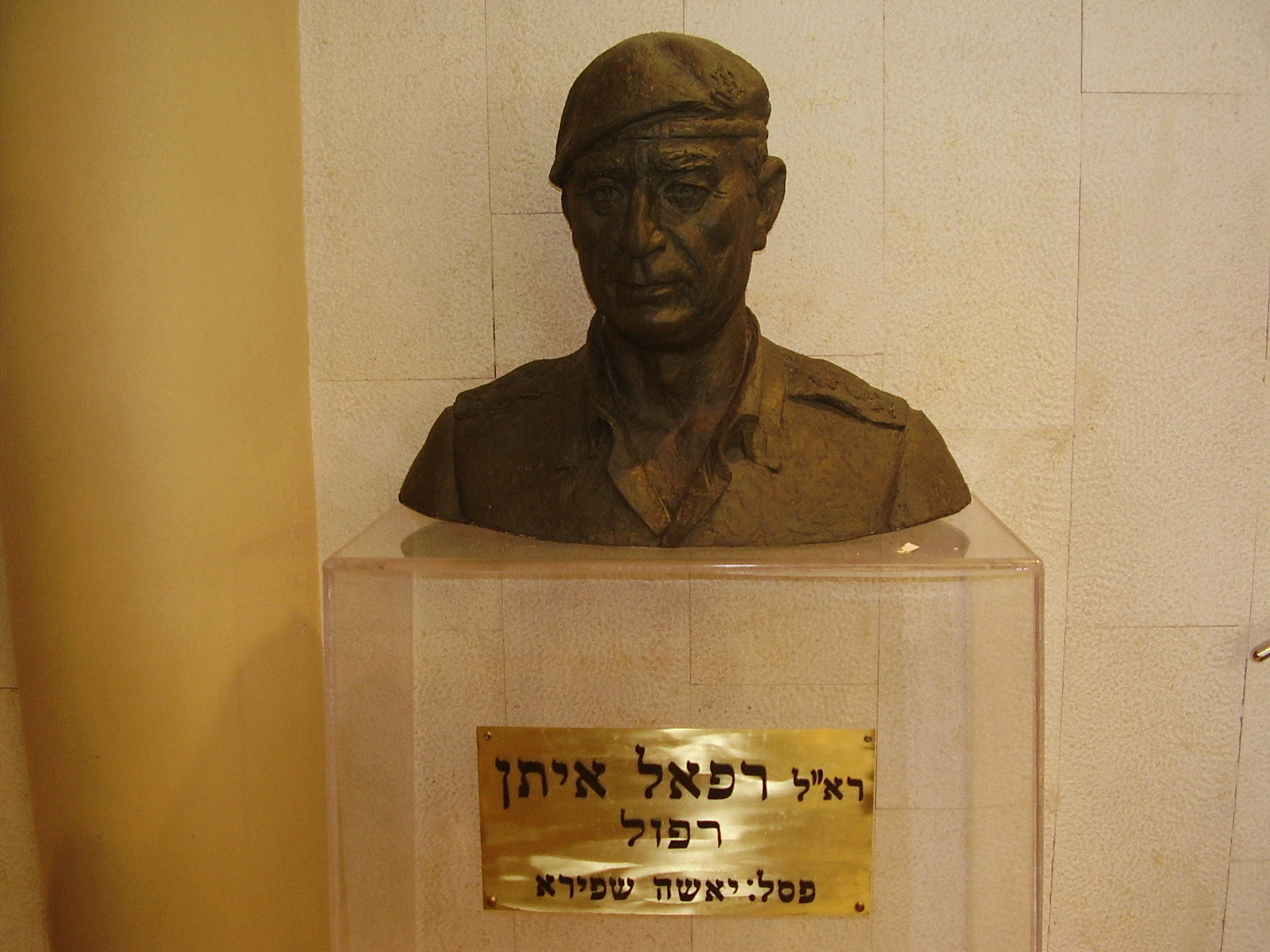
Бюст Рафаэля Эйтана